# Barry Eisler
Barry Eisler (1963) is een Amerikaans auteur van thrillers. Hij woont afwisselend in Menlo Park, Californië en Tokio.

## Biografie
Na te zijn afgestudeerd aan de rechtenfaculteit van de Cornell-universiteit in 1989 trad hij in dienst van de CIA.
Hij vertrok in 1992 bij de CIA en werkte vervolgens als technologieadvocaat en startupspecialist in Silicon Valley.